# Polystichum kadyrovii
Polystichum kadyrovii là một loài dương xỉ trong họ Dryopteridaceae. Loài này được Askerov & A.E. Bobrov mô tả khoa học đầu tiên năm 1972.
Danh pháp khoa học của loài này chưa được làm sáng tỏ. 